# Bascanichthys paulensis
Bascanichthys paulensis (лат.) — вид лучепёрых рыб из семейства острохвостых угрей (Ophichthidae). Впервые описан в 1939 году американской исследовательницей Маргарет Гамильтон Стори.
Bascanichthys paulensis — морской десермальный (придонный) вид угрей, максимальной длиной 62,3 см. Известен из тропических вод Атлантического океана вблизи Сан-Паулу (Бразилия), а также у берегов Габона, Камеруна,  Нигерии, Республики Конго, Экваториальной Гвинеи и Пуэрто-Рико.